# 巨薩氏銀漢魚
巨薩氏銀漢魚（学名：Sashatherina giganteus）為輻鰭魚綱銀漢魚目銀漢魚科的其中一種，分布於亞洲印尼巴布亞省淡水流域，體長可達18公分，為熱帶魚類，生活習性不明。
其种加词“Giganteus”意为“巨大的”。